# Притиранья для лица
«Притира́нья для лица́» (лат. Medicamina faciei femineae; в других переводах — «Медикаме́нты для же́нского лица́», «Средство для украшения женского лица» и «Косметические средства») — дидактическая поэма древнеримского поэта Публия Овидия Назона. Сохранилась только в 50 двустишиях с пропусками.

## История создания и сюжет
Точное время создания поэмы неизвестно. Предположительно, она была написана до понтийской ссылки и не позднее 1 года нашей эры, на что указывают некоторые строки из другой поэмы Овидия «Наука любви», где он сообщает:

...
203 Нет ничего дурного и в том, чтоб подкрашивать веки
В нежный пепельный цвет или в киднийский шафран.
205 Есть у меня о средствах для лиц особая книга, —
Хоть небольшая, она стоила многих трудов;
...
— Овидий. «Наука любви» (III, 203—206)
Произведение представляло собой собрание рецептов для косметических процедур (сохранения белизны лица и устранения на нём пятен) древнеримских женщин с подробным описанием и перечислением общих компонентов для косметических средств, а также мер веса для них. А. Ф. Лосев отмечал, что в «произведении доказывается необходимость следить за косметикой лица на том основании, что внутренние свойства души устойчивы, а физическая красота неустойчива и нуждается в поддержке».
Поэма сохранилась не полностью, до нашего времени дошло лишь 100 строк в сильно испорченном тексте. Сохранившийся фрагмент является вступлением, где поэт представляет предмет поэмы, выступает в защиту использования косметических средств и даёт 5 рецептов по уходу за женским лицом. По оценкам исследователей, первоначальный размер поэмы составлял от 500 до 800 строк и был разбит на части-блоки, в каждом по 50 строк.

## Художественные особенности
Поэма написана элегическим дистихом — наиболее часто используемой формой строфы для написания стихотворных дидактических сочинений в древнегреческой и древнеримской литературе. Некоторые исследователи предполагают, что поэма имеет пародийный характер с отсылкой к таким дидактическим поэмам как «Труды и дни» Гесиода и «Георгики» Вергилия. По мнению Гаспарова, художественным интересом для Овидия при написании этой поэмы была попытка переложить в стихотворную форму непоэтический материал и воспользоваться этим для игры в перифразы. Вероятно, с тем же интересом позднее, пребывая в понтийской ссылке, Овидий написал дидактическую поэму «Наука рыболовства», в которой приводил названия и описания рыб, обитающих в Чёрном море.

## Переводы на русский язык
На русский поэма была переведена Сергеем Ошеровым под названием «Притиранья для лица», хотя более точный перевод — «Притиранья для женского лица». Этот перевод впервые был опубликован в 1978 году издательством «Наука» в серии «Литературные памятники» в качестве дополнения к своду произведений Овидия, написанных им в понтийской ссылке.

## Издания текста
- Притиранья для лица / Пер. С. А. Ошерова // Публий Овидий Назон. Скорбные элегии. Письма с Понта / Изд. подг. М. Л. Гаспаров, С. А. Ошеров; отв. ред. Ф. А. Петровский. — М. : Наука, 1978. — С. 184—186. — 272 с. — (Литературные памятники). — 50 000 экз.